# Agromyza bohemani
Agromyza bohemani är en tvåvingeart som beskrevs av Spencer 1976. Agromyza bohemani ingår i släktet Agromyza och familjen minerarflugor.
Artens utbredningsområde är Sverige. Arten är reproducerande i Sverige. Inga underarter finns listade i Catalogue of Life.